# Vera Ralston
Vera Ralston (nacida Věra Helena Hrubá; 12 de julio de 1919 o 1920 o 1921 o 1923 -9 de febrero de 2003) fue una patinadora y actriz checa. Más tarde se convirtió en ciudadana estadounidense por naturalización. Trabajó como actriz durante las décadas de 1940 y 1950.

## Primeros años
Ralston nació en Praga en una familia católica con una casa en el río Berounka. Su padre, Rudolf Hrubý, era joyero. Su año de nacimiento se ha dado como 1919, 1920, 1921 y 1923. Su hermano, Rudy Ralston, más tarde se convirtió en productor de cine en los Estados Unidos.

## Carrera de patinaje
Como patinadora artística, representó a Checoslovaquia en competencias bajo su nombre de nacimiento Věra Hrubá. Compitió en el Campeonato Europeo de Patinaje Artístico de 1936 y quedó en el puesto 15. Ese mismo año, compitió en los Juegos Olímpicos de Invierno de 1936, donde ocupó el puesto 17. Durante los juegos, conoció personalmente y, según los informes, insultó a Adolf Hitler. Hitler le preguntó si le gustaría "patinar por la esvástica". Como se jactó más tarde, «Lo miré directamente a los ojos y dije que prefería patinar sobre la esvástica. El Führer estaba furioso».
Hrubá compitió en el Campeonato Europeo de Patinaje Artístico de 1937 y quedó séptimo. Emigró a los Estados Unidos en 1941 y se convirtió en ciudadana en 1946.[cita requerida]

### Resultados
| Evento                       | 1936 | 1937 |
| ---------------------------- | ---- | ---- |
| Juegos Olímpicos de Invierno | 17   |      |
| campeonatos europeos         | 15   | 7.º  |

## Carrera de actuación

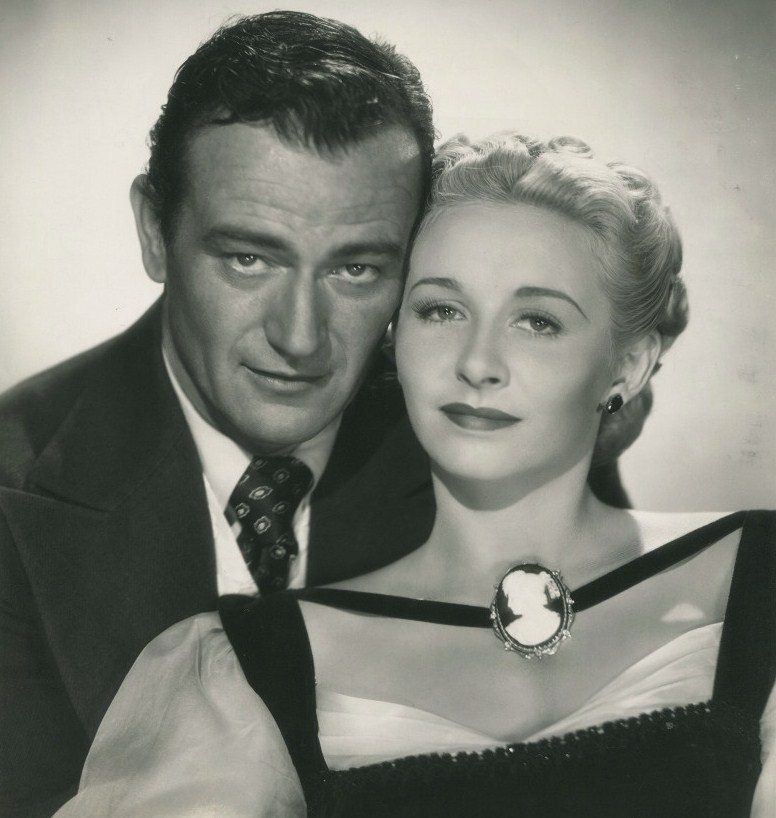
John Wayne y Vera Ralston en Dakota (1945)

Se mudó a Hollywood con su madre y firmó un contrato en 1943 con Republic Pictures. Durante su carrera fue conocida como Vera Hrubá Ralston y Vera Hruba Ralston y, más tarde, simplemente como Vera Ralston. Normalmente interpretaba a una muchacha inmigrante, debido a sus limitadas habilidades en inglés. Entre las 26 películas que protagonizó Ralston se encuentran Storm Over Lisbon con Erich von Stroheim (1944), Dakota (1945) con John Wayne, I, Jane Doe (1948) con John Carroll y Ruth Hussey, The Fighting Kentuckian, también con Wayne (1949), A Perilous Journey con David Brian y Scott Brady (1953), y Fair Wind to Java con Fred MacMurray (1953). Se retiró del cine en 1958. Según se informa, solo 2 de sus 20 películas ganaron dinero.
En 1952, Ralston se casó con el jefe de estudio de Republic, Herbert Yates. Yates era casi 40 años mayor que ella y, según los informes, dejó a su esposa, con quien tuvo dos hijos, para estar con Ralston. Yates usó su puesto como director ejecutivo del estudio para obtener papeles para Ralston; en un momento, dos accionistas del estudio lo demandaron por usar los activos de la empresa para su propio beneficio al promover la carrera de su esposa. Se alegó que 18 de sus 20 películas habían sido fracasos. Los familiares de Yates y Vera fueron expulsados de Republic y del negocio cinematográfico en 1959, el mismo año en que la junta directiva de Republic decidió cambiar el énfasis de la producción cinematográfica a la distribución. Yates murió en 1966, dejando la mitad de su patrimonio (8 millones de dólares) a Ralston; ella sufrió una crisis nerviosa poco después. Finalmente, se volvió a casar con un hombre de negocios 11 años menor que ella y vivió tranquilamente en el sur de California. Murió el 9 de febrero de 2003 en Santa Bárbara, California, después de una larga batalla contra el cáncer. Por su trabajo en el cine, Ralston tiene una estrella en el Paseo de la Fama de Hollywood.

## Legado
Como republicana registrada, apoyó a Dwight Eisenhower durante las elecciones presidenciales de 1952.

## Filmografía
| Año  | Título                     | Role                             | notas |
| ---- | -------------------------- | -------------------------------- | ----- |
| 1941 | Ice-Capades                | Ice-Capades Skater               |       |
| 1942 | Ice-Capades Revue          | Ice-Capades Skater               |       |
| 1944 | The Lady and the Monster   | Janice Farrell                   |       |
| 1944 | Storm Over Lisbon          | Maria Mazarek, aka Maritza       |       |
| 1944 | Lake Placid Serenade       | Vera Haschek                     |       |
| 1945 | Dakota                     | Sandy                            |       |
| 1946 | Murder in the Music Hall   | Lila Laughton                    |       |
| 1946 | Plainsman and the Lady     | Ann Arnesen                      |       |
| 1947 | Wyoming                    | Karen Alderson                   |       |
| 1947 | Týden v tichém dome        | Sieglová                         |       |
| 1947 | The Flame                  | Carlotta Duval                   |       |
| 1948 | I, Jane Doe                | Annette Dubois / Jane Doe        |       |
| 1948 | Angel on the Amazon        | Christine Ridgeway               |       |
| 1949 | The Fighting Kentuckian    | Fleurette De Marchand            |       |
| 1950 | Surrender                  | Violet Barton                    |       |
| 1951 | Belle Le Grand             | Daisy Henshaw / Belle Le Grand   |       |
| 1951 | Thunder Across the Pacific | Lt. Helen Landers                |       |
| 1952 | Hoodlum Empire             | Marte Dufour                     |       |
| 1953 | Fair Wind to Java          | Kim Kim                          |       |
| 1953 | A Perilous Journey         | Francie Landreaux                |       |
| 1954 | Jubilee Trail              | Florinda Grove, aka Julie Latour |       |
| 1955 | Timberjack                 | Lynne Tilton                     |       |
| 1956 | Accused of Murder          | Ilona Vance                      |       |
| 1957 | Spoilers of the Forest     | Joan Milna                       |       |
| 1957 | Gunfire at Indian Gap      | Cheel Palmer                     |       |
| 1958 | The Notorious Mr. Monks    | Angela Monks                     |       |
| 1958 | The Man Who Died Twice     | Lynn Brennon                     |       |